# Lodbrok (marin lyftkran)

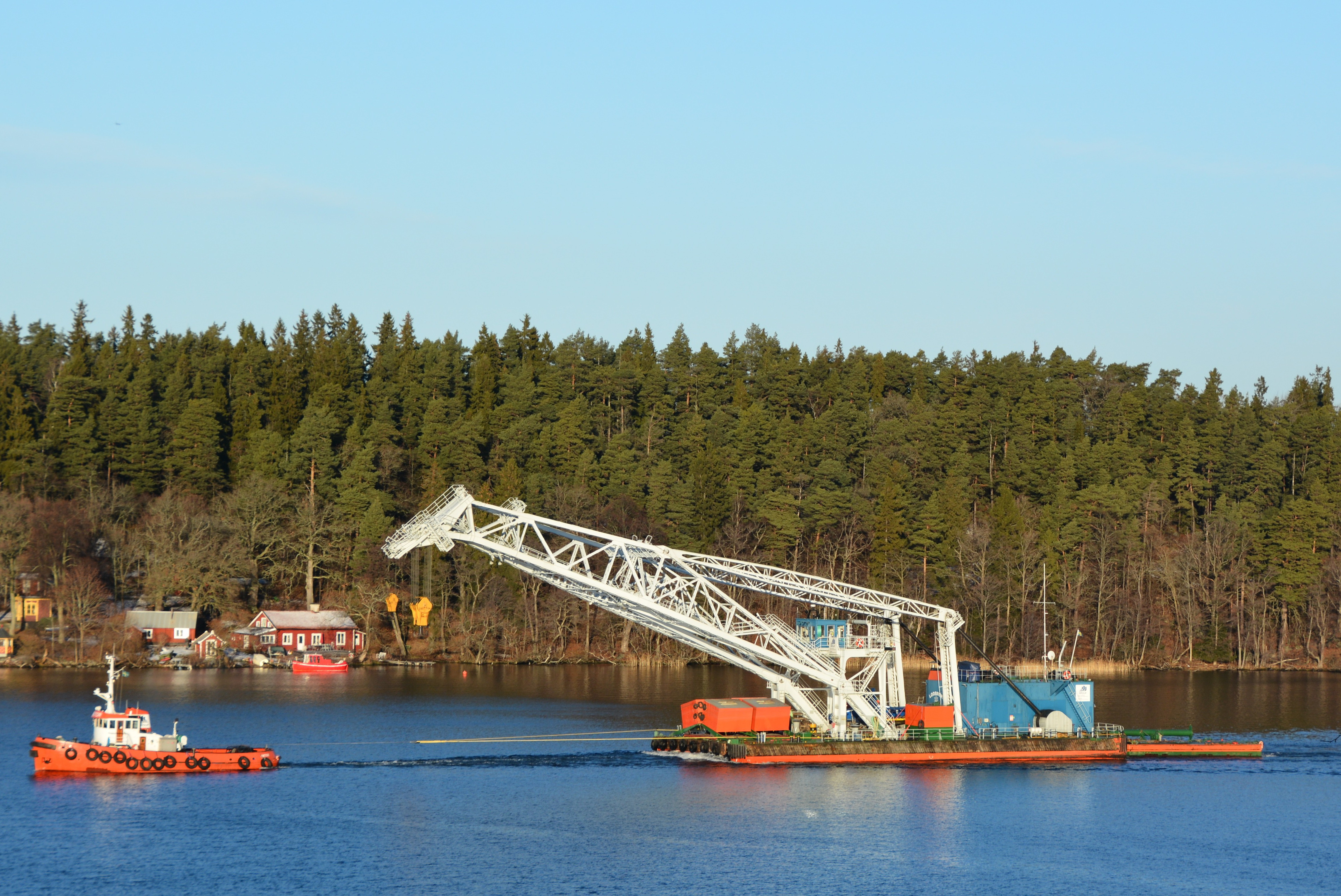
Lyftkranen Lodbrok bogseras av M/S Viktor från Piteå på Mälaren utanför Björnholmen

Lodbrok är en marin lyftkran på ponton, byggd 1956 vid Finnboda Varv. 
Fartyget inköptes 1957 av föregångaren till Stockholms Hamnar. Sedan 2008 ägs Lodbrok av Marine Group.

## Namnet
Namnet härrör från Ragnar Lodbrok som enligt den danske hävdatecknaren Saxo Grammaticus var jarl hos den danske kungen Hårik. Enligt fornisländsk mytologi var han emellertid son till en sveakung vid namn Sigurd Ring. Namnet Lodbrok hade han enligt sagorna då han till skydd mot en lindorm burit en särskild sorts vargskinnsbyxor bestrukna med beck (Lodbrok = ”lud(en)-brok(ar)”) för att ormettret inte skall skada honom.

## Fakta

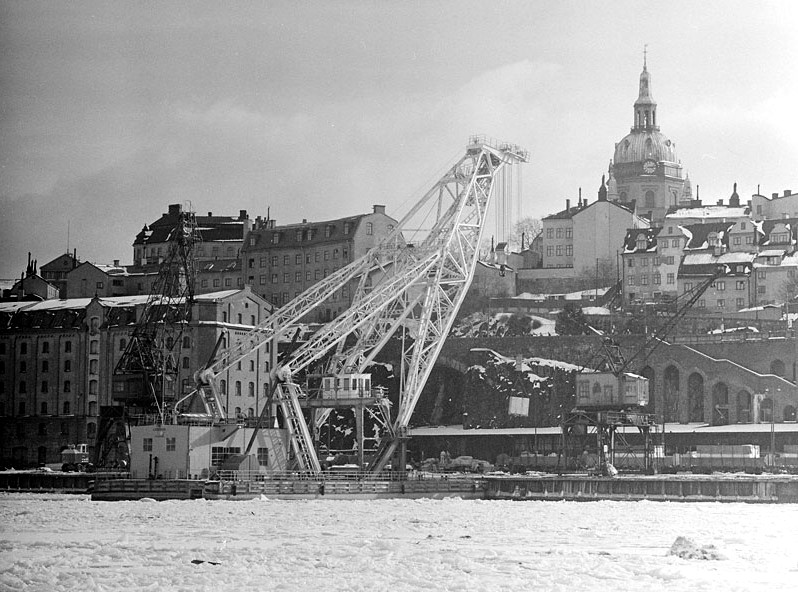
Lodbrok ligger i Stadsgårdshamnen före ombyggnad, 1950-tal.

- Lyftkraft: 260 ton 10 m ut och 34 m upp. 100 ton 20 m ut och 25 m upp
- Största höjd: 51 meter
- Minsta höjd: 24 meter
- Längd: 41,6 meter
- Bredd: 16,5 meter
- Djupgående: 2 m tom, 3,4 m med maxlast
- Deplacement: 815 ton
- Fart: 4 knop, kan bogseras för högre fart
- Byggd vid Finnboda varv 1956 [2]
- Hemmahamn: Piteå

## Händelser med Lodbrok
- Var med och bärgade regalskeppet Vasa
- Var med och byggde Essingeledens broar 1963, bland annat Essingebron som Lodbrok krockade med år 2005.
- Krockade med Essingebron den 14 oktober 2005, se kollisionen mellan Lodbrok och Essingebron.
- Medverkade med tunga lyft vid bygget av Lidingöbron, 1968-1970.
- Medverkan med tunga lyft i renoveringen av Stadshusbron i Stockholm, den 6–8 april 2012.
- Medverkan med tunga lyft i bygget av bron Dubbelkrum över Sundsvallsfjärden 2012.[3]
- Medverkade vid tunga lyft vid bygget av Lilla Lidingöbron, 2019-2021.

### Lodbrok i olika uppdrag

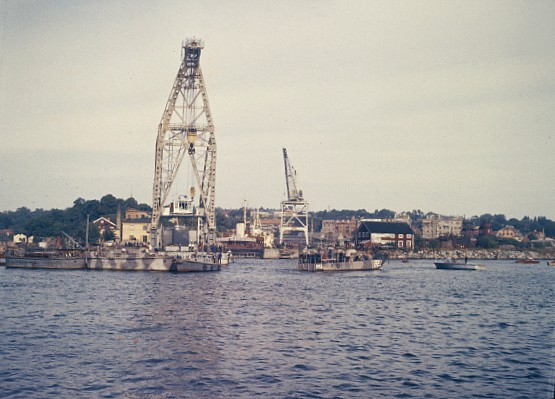
I samband med bärgningen av regalskeppet Vasa, 1961.
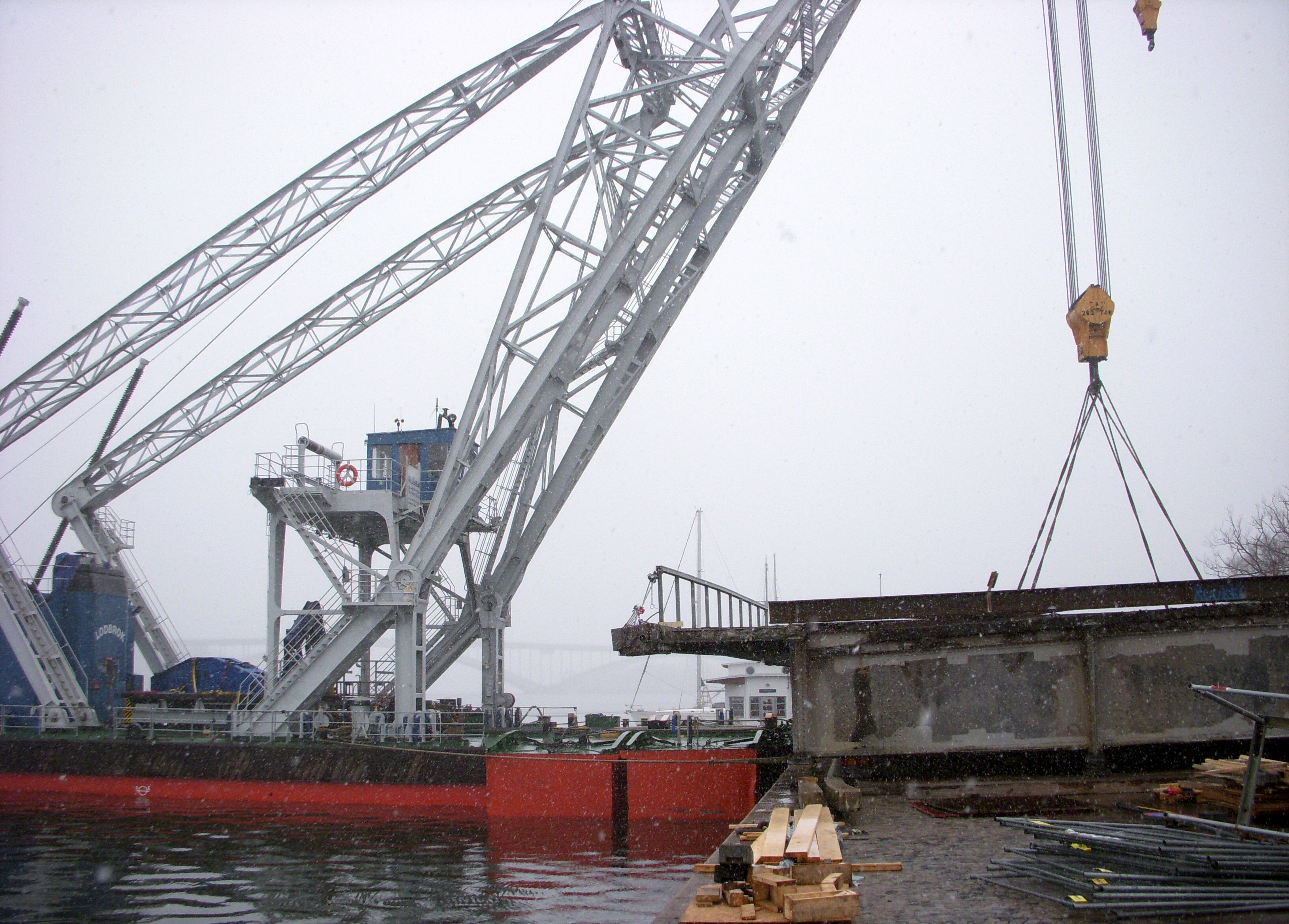
I samband med utbyte av Stadshusbron, 2012.
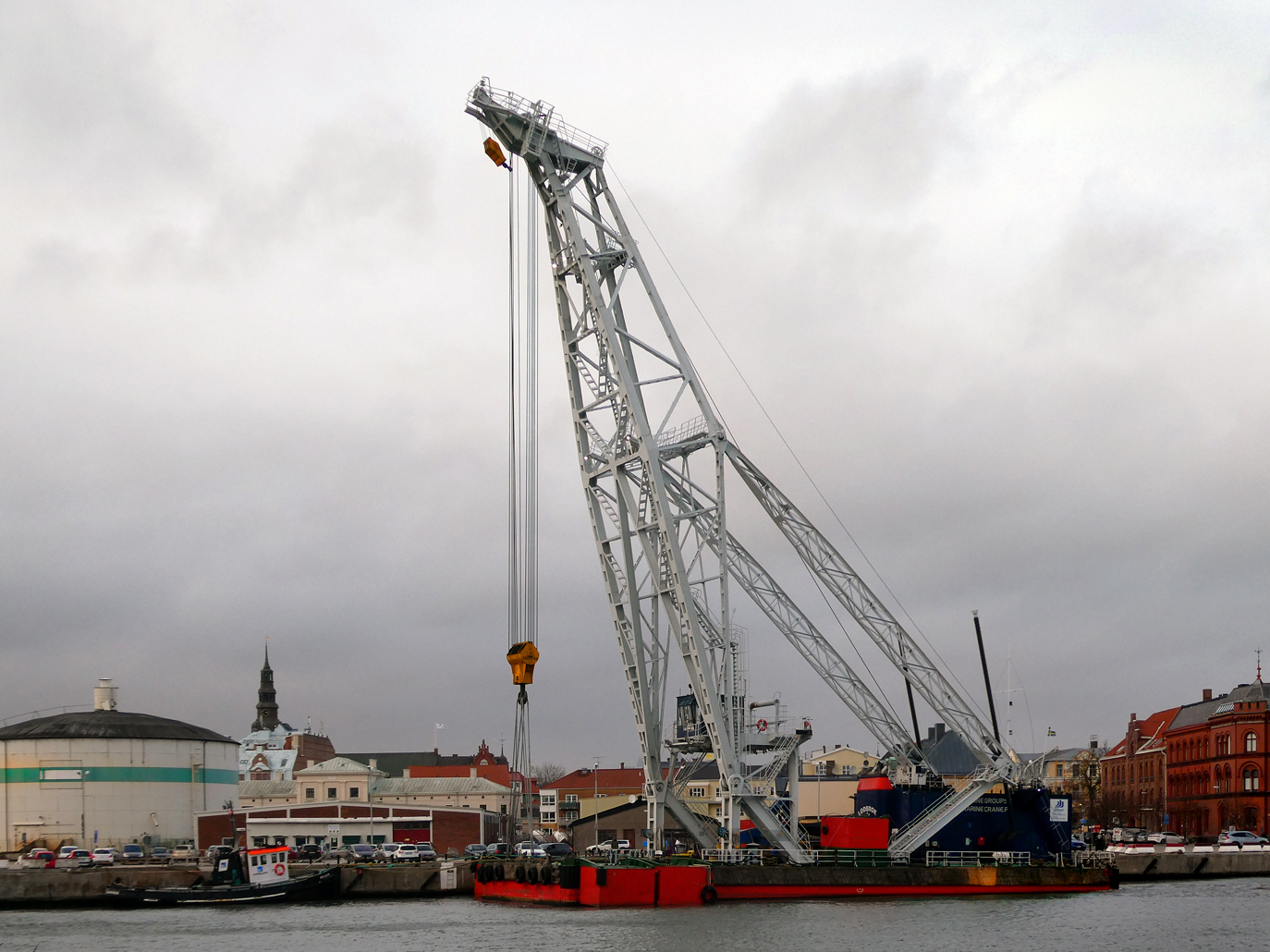
Lodbrok i Ystads hamn 5 nov 2020.
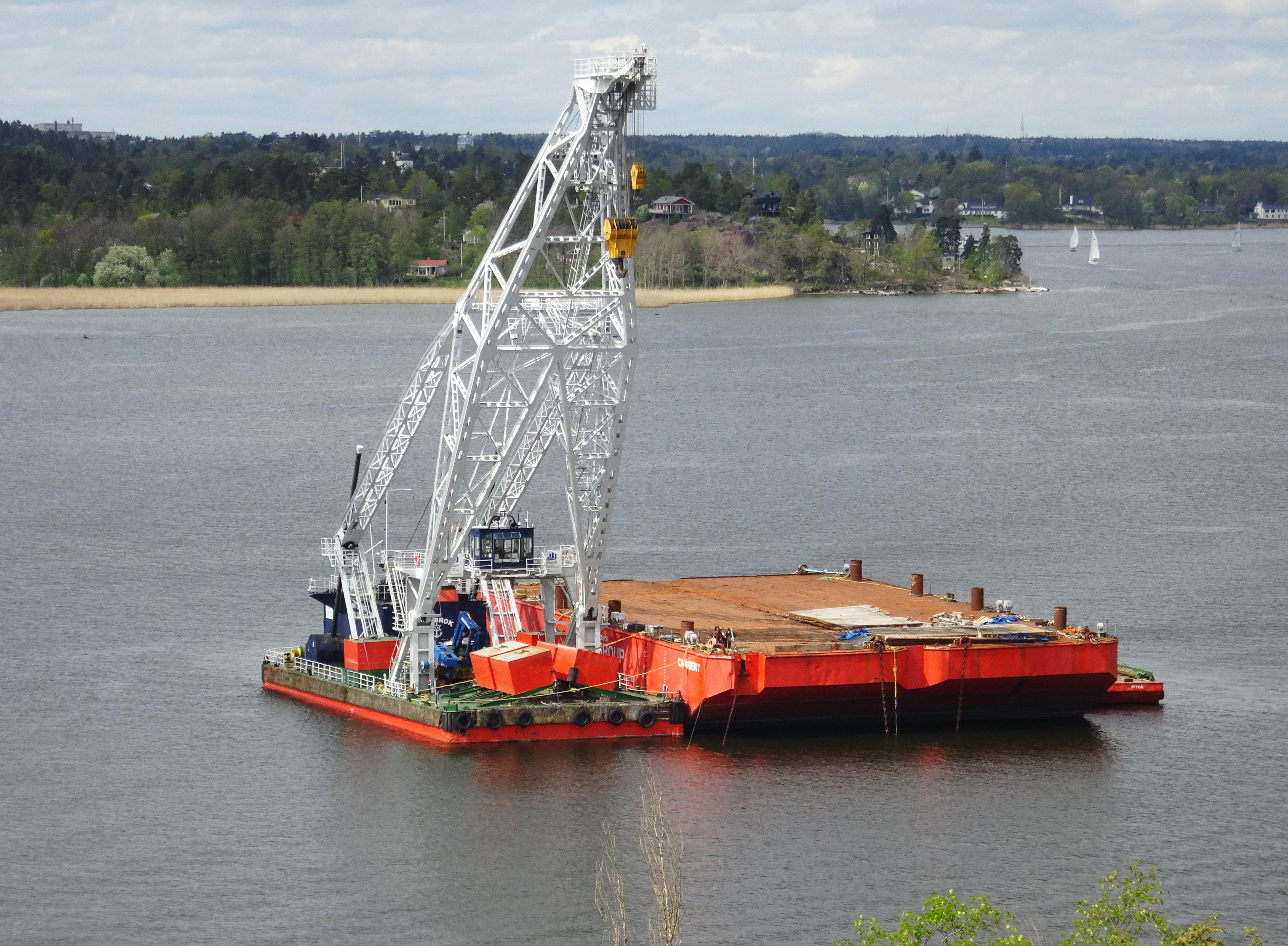
I Lilla Värtan i samband med bygget för Lilla Lidingöbron, 2021.

### Krandetaljer

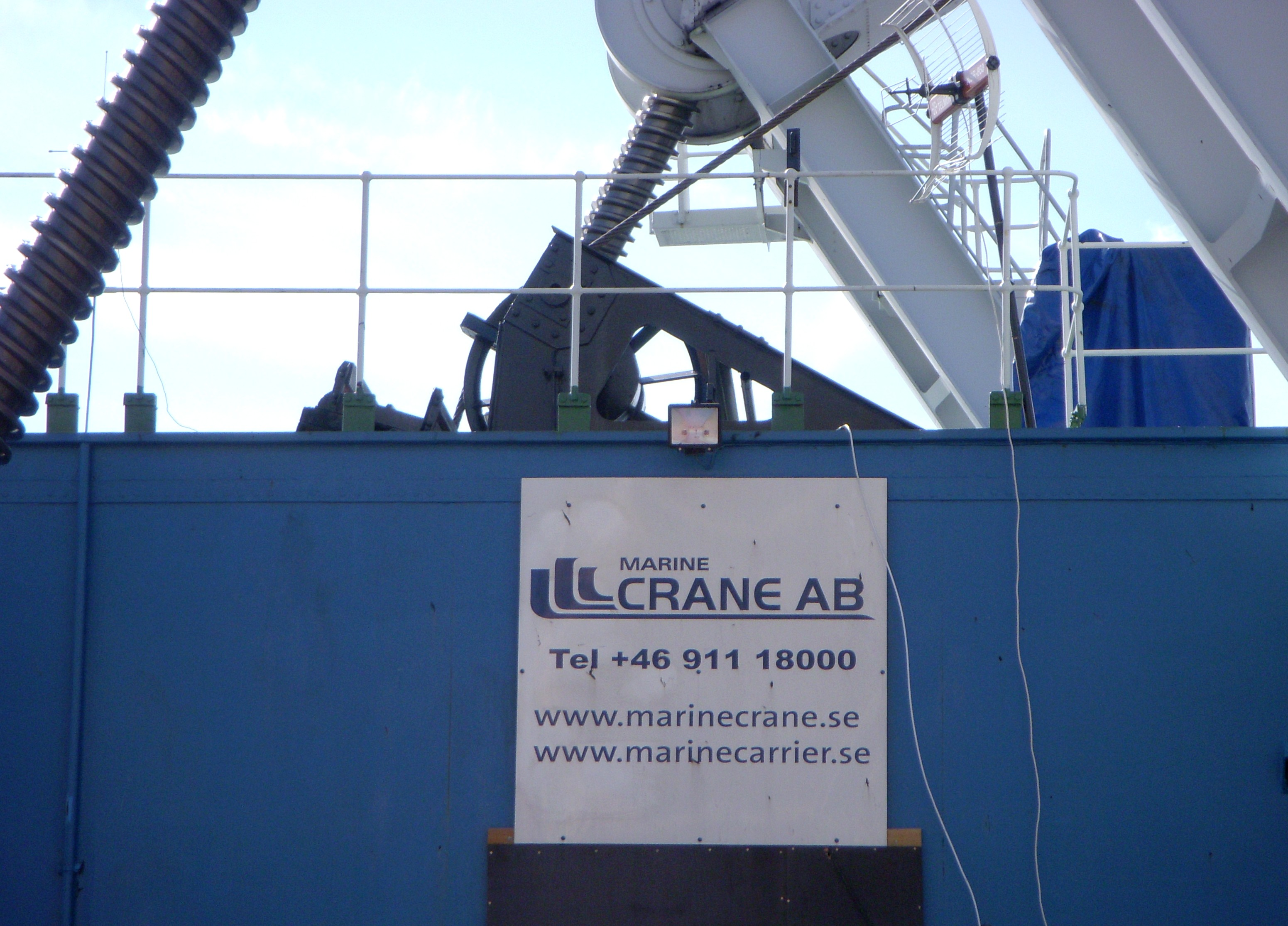
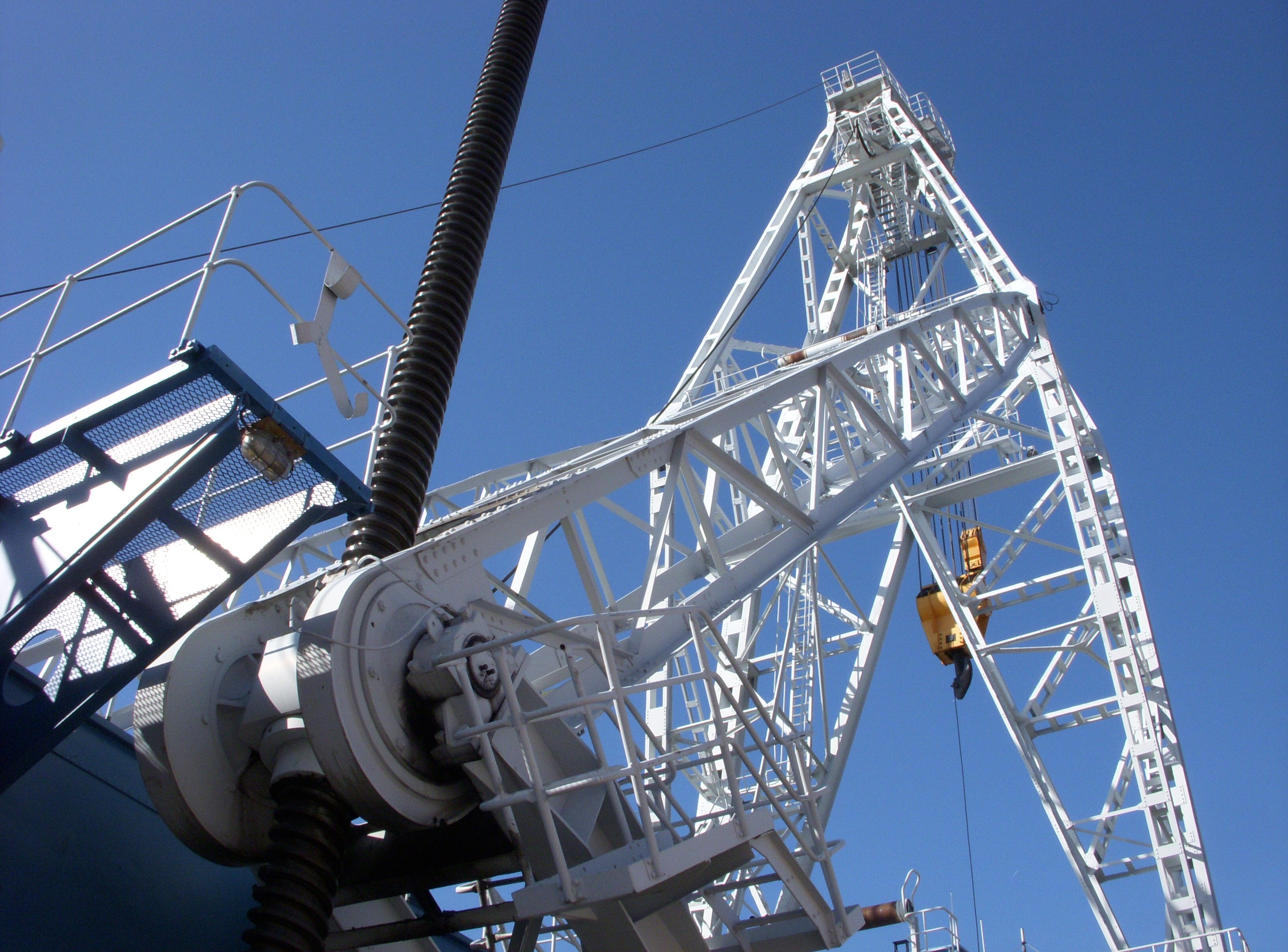
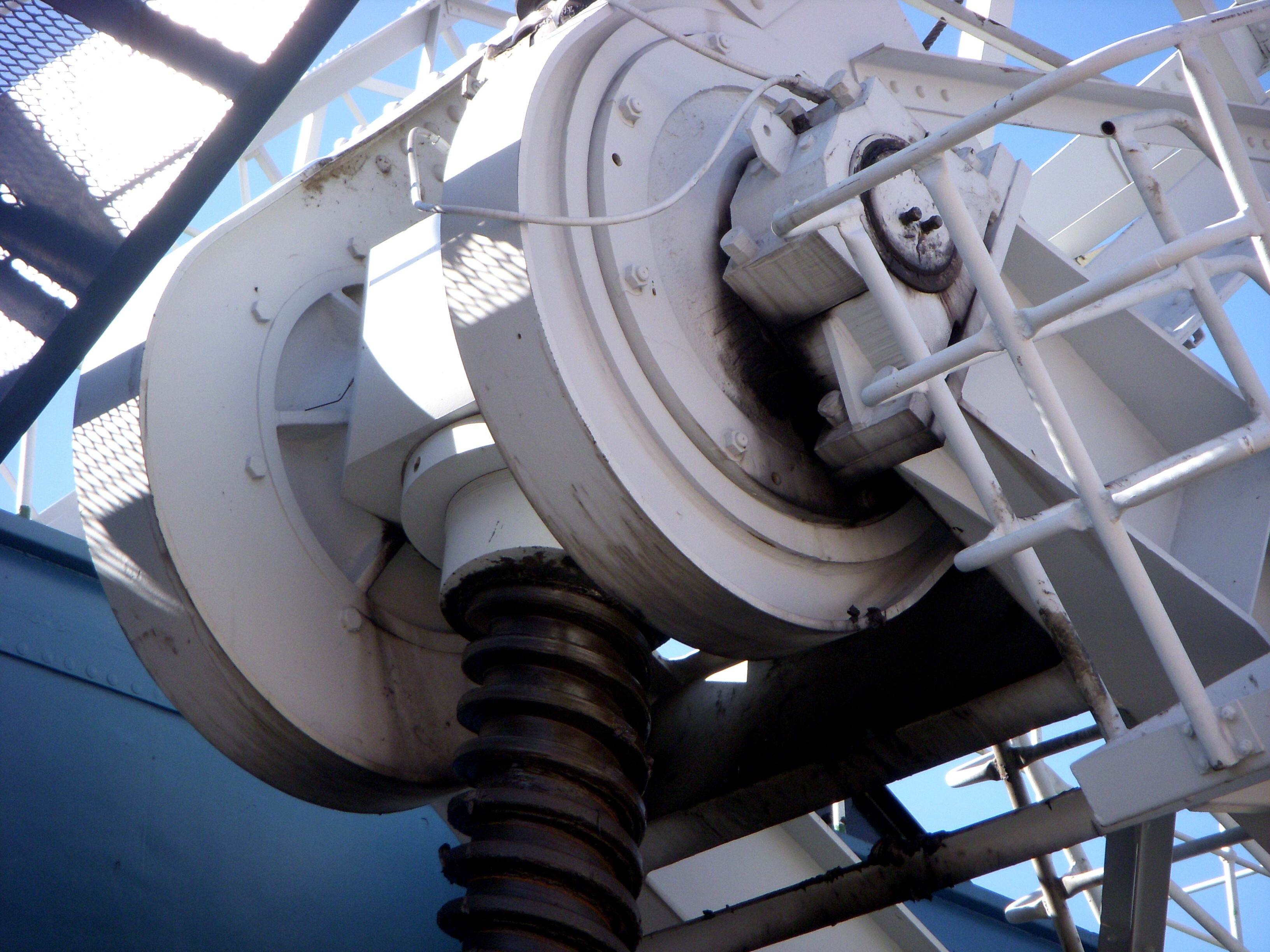
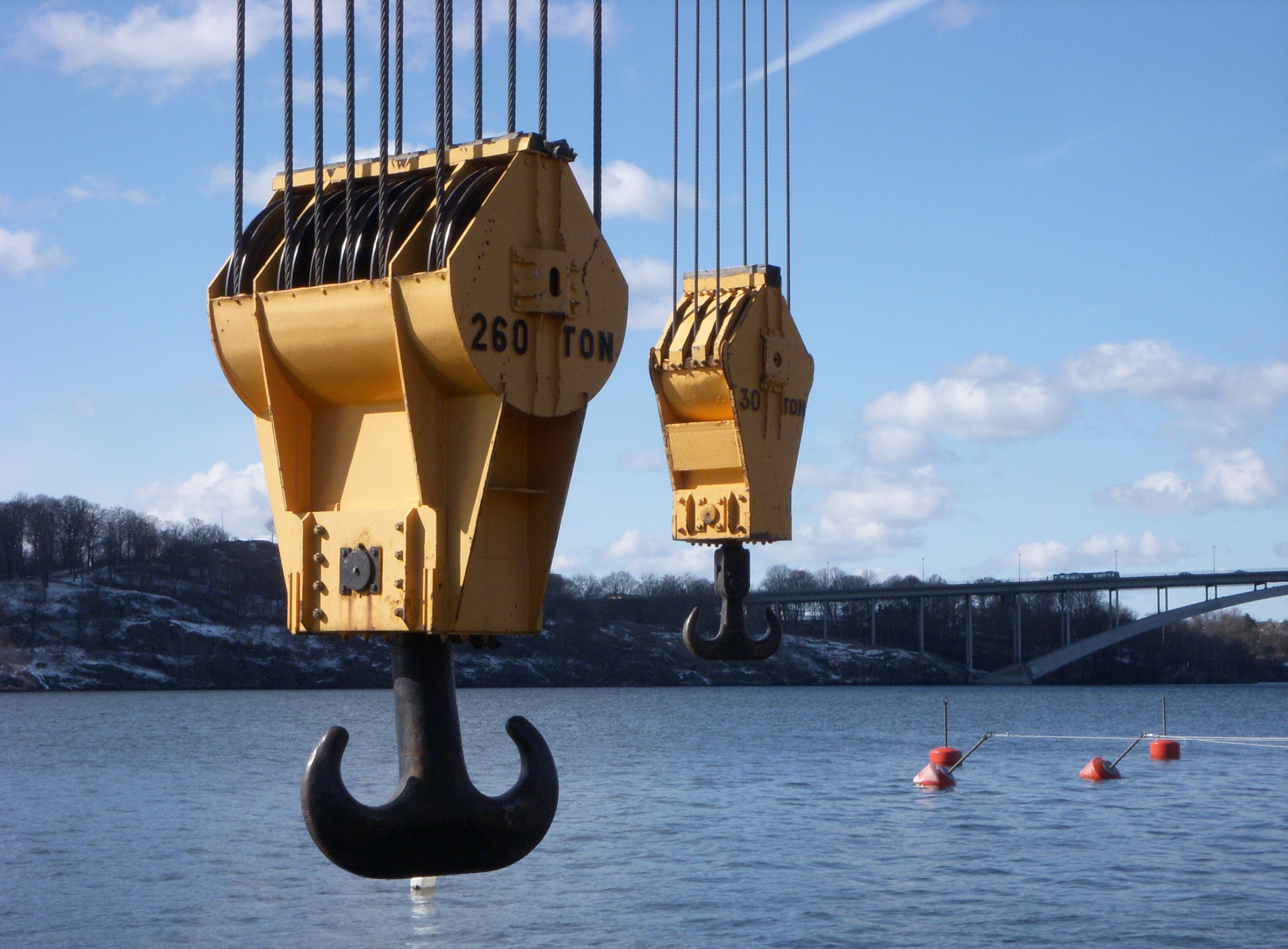